# 記憶の固執

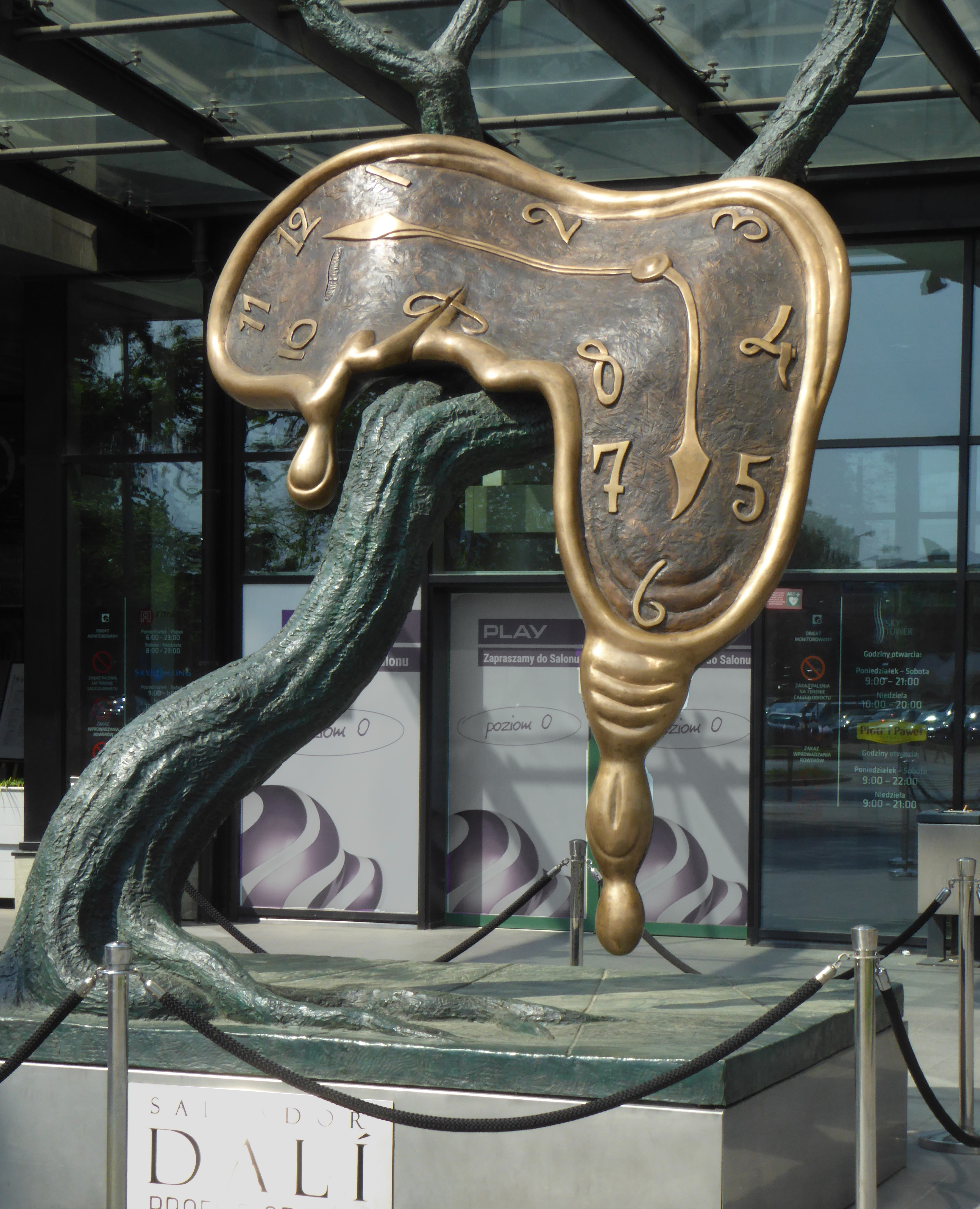
ポーランドのヴロツワフに設置されている『記憶の固執』内に登場する時計をモチーフとしたブロンズ像。

『記憶の固執』（きおくのこしつ、スペイン語: La persistencia de la memoria、英語: The Persistence of Memory）は、ニューヨーク近代美術館が所蔵するスペインの画家サルバドール・ダリによる油絵である。1931年に制作された本作品は、ダリの代表作であり、もっとも知られている作品となっている。作品内に登場する象徴的な時計の造形から『柔らかい時計』『溶ける時計』『溶解時計』『時間の永続性』などの名で呼称される場合もある。ダリの妻であるガラ・エリュアールはこの作品を見た際に「この絵は一度見たら決して忘れられない」とコメントし、『記憶の固執』という原題になったとされている。

## 背景
1926年にシュルレアリスムと出会ったダリは、シュルレアリスム作品が持つ「強烈さ」に共感を覚え、アンドレ・ブルトンらとともに1929年よりこの運動に参加し、活動を行っていた。こうした影響は公式にメンバーとなった2年前の作品あたりから見え始めており、1927年の『器具と手』にはイヴ・タンギーやジョアン・ミロからの影響と思われる多義的で幾何学的な物質配置が見て取れる。一方で初期のシュルレアリストたちが傾倒したオートマティスムには懐疑的で、ダリはこうした傾向が弱まるまでの期間一定の距離を保っていたが、映画『アンダルシアの犬』の撮影でパリを訪れたことをきっかけとしてシュルレアリスムとの結びつきをより強めていった。こうした結びつきの中で後の妻となるガラと出会ったダリは、自身の倒錯した性的執着を自覚するようになりこの感情が作品に表現されるようになった。
1930年、ダリはジャン＝フランソワ・ミレーの『晩鐘』をもとにした一連の作品制作の中で「偏執狂的批判的方法」と呼ばれる制作手法を考案し、覚醒と夢想のはざまで見えてくるものを作品に表現するようになった。
その翌年の1931年に本作品は制作され、1932年にニューヨークのシュルレアリスムを専門とする画廊ジュリアン・レヴィ・ギャラリーにて初めて展示された。その後、1934年に匿名の人物によってニューヨーク近代美術館に寄贈され、同美術館のコレクションとして収蔵されている。『記憶の固執』は大いに話題を呼び、第一次世界大戦やスペイン内戦を契機としたシュルレアリスムの政治的野心に嫌気が差していたダリは、1934年に初めてアメリカ合衆国を訪れることになるが、そこでは名士として迎え入れられ、第二次世界大戦をきっかけにシュルレアリスムとたもとを分つかたちで移住を決断した。

## 作品
荒涼とした荒野の中で、金属製の硬いはずの時計がぐったりと柔らかな表現で描かれていたり、無機物であるはずの時計にアリのような生物が群がる様が描かれている。ありえないモチーフを絵画の中に組み合わせてシュルレアリスムを体現する一方で、遠くに見える黄金色の断崖は、現実世界におけるダリの故郷であるスペイン・カタルーニャ州のクレウス岬を描いている。そして、画面中央に横たわる不思議な怪物はどことなく親しみを持って描かれており、その横顔はダリ自身の顔を髣髴とさせる。自分自身を意味するこの怪物は1929年に制作した『大自慰者』や『欲望の謎 - 我が母、我が母、我が母』でも登場している。作品全体を通して「固さ」と「柔らかさ」を探求しており、これを自身の心理的状態の諸相として表現している。ダリはこの作品について「私たちを楽園から駆逐した、生誕についての恐るべきトラウマが描かれている」と、自身の解釈について解説している。
ダリは『我が秘められた生涯』の中で、本作品について夕食で食べ残された溶けかけのカマンベールチーズから着想を得たと回顧しており、制作中だったポルト・リガトの絶壁の風景画に、脳裏に浮かんだ柔らかな時計を描き加えていったとしている。描き終わるのに要した時間はわずか2時間であったとしている。枯れたオリーブの木が生えている四角い構造物から崩れ落ちそうな時計の上にはハエが止まっており、timeとflyの語呂合わせから、光陰矢の如し（time flies）を想起させるとして公開当初より話題となったが、ダリ自身はそのような英語の成句は意識していなかったと語っている。
ダリ自身は本作品についてアルベルト・アインシュタインが発表した特殊相対性理論および一般相対性理論の具象化であるとしている。空間どころか時間さえも不定であり、確かなことはただ死のみであるというアイデンティティは生涯を通してダリの作品の中で表現された。1954年には『爆発する柔らかな時計のための習作』を発表し、『記憶の固執』で描いた柔らかな時計を爆発させることで、自分自身の中にある生に対する不安と、死に対する恐怖を表現した。そして同年『記憶の固執の崩壊』を制作し、『記憶の固執』で構築した世界観を破壊することで、シュルレアリスムに対する興味を失い、物理学の世界へとその関心が移っていったという自身の心情を投影させた。分解された物体は物理学に対するダリの理解度を暗喩的に表現しているが、ここには新たに「魚」が登場しており、『記憶の固執』を海底に沈めてきたことを強調する表現となっている。ダリは『記憶の固執の崩壊』について「20年間、完全に静止し続けた後、柔らかい時計はダイナミックに分解し、一方、魚の目の明るく着色された染色体は、私の出生以前の隔世遺伝に対する遺伝学的アプローチを形成する」という解説を加えている。